# Кеннет Бейнбрідж
Кеннет Томпкінс Бейнбрідж (англ. Kenneth Tompkins Bainbridge, 27 липня 1904 — 14 липня 1996) — американський фізик із Гарвардського університету, який працював над дослідженнями циклотрона. Його точні вимірювання різниці мас між ядерними ізотопами дозволили йому підтвердити концепцію еквівалентності маси та енергії Альберта Ейнштейна. Був керівником ядерного випробування Трініті Манхеттенського проекту, яке відбулося 16 липня 1945 року. Бейнбридж описав вибух Трініті як «огидний і приголомшливий показ». Відразу після тесту він зауважив Дж. Роберту Оппенгеймеру: «Тепер ми всі сучі сини». Це стало початком його прихильності до припинення випробувань ядерної зброї та зусиль щодо збереження цивільного контролю над майбутніми розробками в цій галузі.

## Раннє життя
Кеннет Томпкінс Бейнбрідж народився в Куперстауні, штат Нью-Йорк, 27 липня 1904 року. Здобув освіту в школі Горація Манна в Нью-Йорку. Під час навчання в середній школі зацікавився радіолюбительством, що надихнуло його вступити до Массачусетського технологічного інституту (MIT) у 1921 році для вивчення електротехніки. За п'ять років він здобув ступінь бакалавра наук і магістра наук. Під час літніх канікул працював у лабораторіях General Electric у Лінні, Массачусетс, і Скенектаді, Нью-Йорк. Там він отримав три патенти, пов'язані з фотоелектричними трубками.

## Рання кар'єра
Після закінчення навчання Бейнбрідж отримав низку престижних стипендій. Був нагороджений стипендією Національної дослідницької ради, потім стипендією Дослідницького фонду Бартола. У той час Дослідницький фонд Бартола Інституту Франкліна знаходився в кампусі коледжу Суортмор у Пенсільванії, і ним керував В. Ф. Г. Суонн, англійський фізик, який цікавився ядерною фізикою. У вересні 1931 року Бейнбрідж одружився з Маргарет («Пег») Піткін, членом педагогічного факультету Свортмор. У них народився син Мартін Кілер і дві дочки Джоан і Маргарет Томкінс.
У 1932 році Бейнбрідж розробив мас-спектрометр з роздільною здатністю 600 і відносною точністю одна частина з 10 000. Використовував цей інструмент для перевірки еквівалентності маси та енергії Альберта Ейнштейна, E = mc2. Френсіс Вільям Астон писав, що:
Встановлюючи точні порівняння мас легких частинок, які беруть участь у ядерному розпаді, зокрема 7Li, відкритого Кокрофтом і Уолтоном, він домігся помітного тріумфу в експериментальному доведенні фундаментальної теорії Ейнштейна, про еквівалентність маси та енергії.
У 1933 році Бейнбрідж отримав престижну стипендію Гуггенхайма, яку використав для поїздки до Англії та роботи в Кавендішській лабораторії Ернеста Резерфорда в Кембриджському університеті. Там продовжив свою роботу над розробкою мас-спектрографа та подружився з британським фізиком Джоном Кокрофтом.
Коли у вересні 1934 року термін його стипендії Гуггенхайма закінчилися, повернувся до Сполучених Штатів, де прийняв посаду доцента Гарвардського університету. Почав зі створення нового мас-спектрографа, розробленого ним у Кавендішській лабораторії. Працюючи з Дж. Каррі Стрітом, розпочав роботу над циклотроном. У них був дизайн для 940 мм циклотрон, наданий Ернестом Лоуренсом, але він вирішив побудувати 1100 мм замість цього.
У 1937 році Бейнбридж був обраний членом Американської академії мистецтв і наук Його інтерес до мас-спектроскопії природним чином привів до інтересу до відносної кількості ізотопів. Відкриття ядерного поділу в урані-235 викликало інтерес до розділення цього ізотопу. Він запропонував використовувати насос Holweck для створення необхідного для цієї роботи вакууму, і залучив до допомоги Джорджа Б. Кістяківського та Е. Брайта Вілсона. Їхня робота мала інтерес, оскільки дослідження проводилися в інших місцях. У 1943 році їхній циклотрон був реквізований Едвіном Макмілланом для використання армією США. Його спакували та відвезли в Лос-Аламос, Нью-Мексико.

## Друга Світова війна

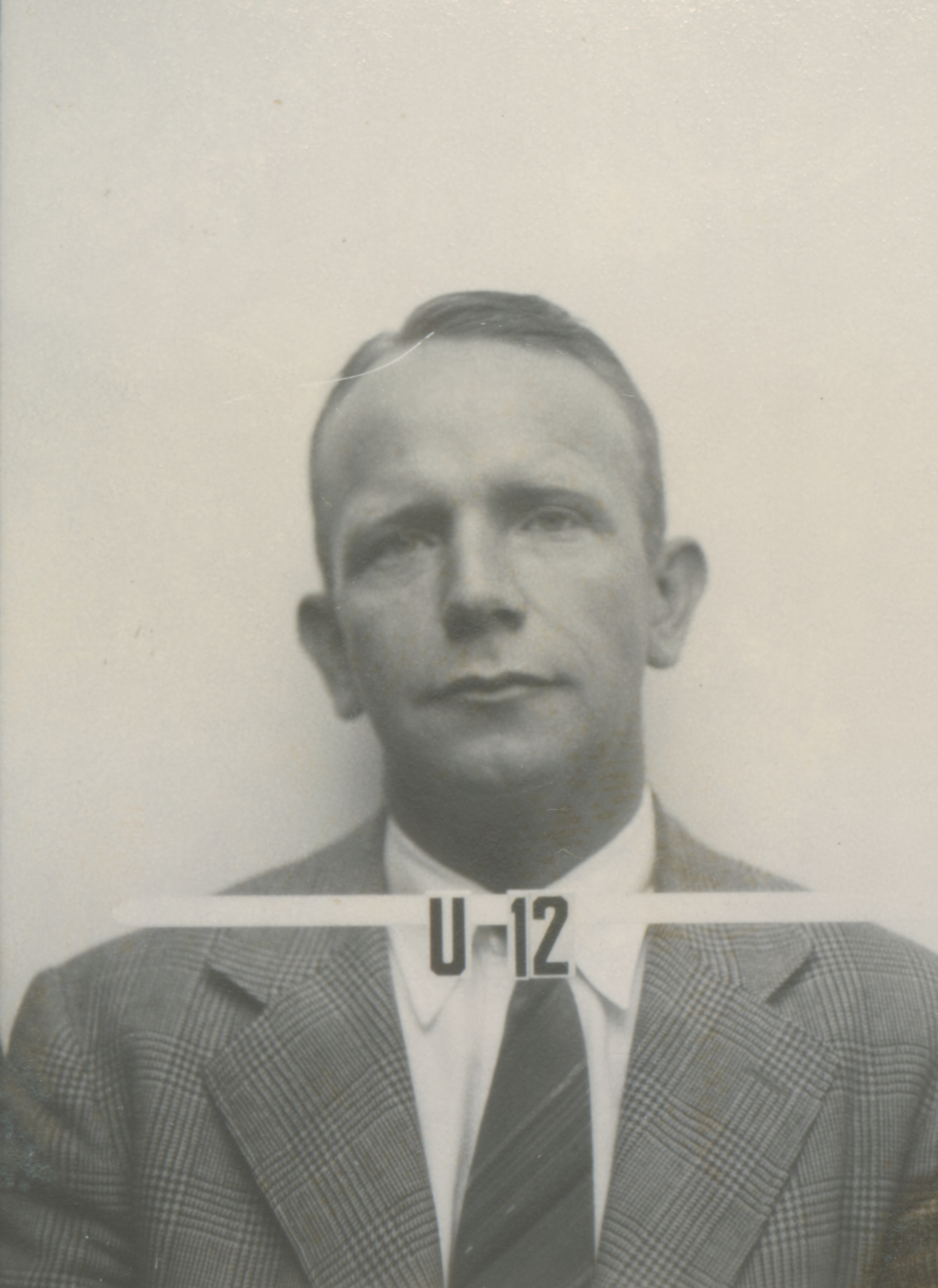
Бейдж Бейнбріджа в Лос-Аламосі

У вересні 1940 року, коли в Європі вирувала Друга світова війна, британська місія Тізард привезла до Сполучених Штатів низку нових технологій, зокрема резонаторний магнетрон, потужний пристрій, який генерує мікрохвилі за допомогою взаємодії потоку електронів із магнітне поле. Цей пристрій, який обіцяв зробити революцію в радарі, зруйнував будь-які думки американців про своє технологічне лідерство. Альфред Лі Луміс з Комітету з досліджень національної оборони створив радіаційну лабораторію в Массачусетському технологічному інституті для розробки цієї радіолокаційної технології. У жовтні Бейнбрідж став одним із перших учених, яких Ернест Лоуренс залучив до Радіаційної лабораторії. Вчені розподілили роботу між собою; Бейнбрідж намалював імпульсні модулятори. Працюючи з ВМС, допоміг розробити потужні радари для військових кораблів.
У травні 1943 року Бейнбрідж приєднався до проєкту Y Роберта Оппенгеймера в Лос-Аламосі. Спочатку він очолював E-2, групу приладів, яка розробила рентгенівське обладнання для дослідження вибухів. У березні 1944 року очолив нову групу Е-9, якій було доручено провести перше ядерне випробування. Під час радикальної реорганізації лабораторії в Лос-Аламосі, проведеної Оппенгеймером у серпні 1944 року, група E-9 стала X-2.
16 липня 1945 року Бейнбрідж і його колеги провели ядерне випробування Трініті. «Моїм особистим кошмаром, — писав він пізніше, — було знання про те, що якщо бомба не спрацює або не вибухне, мені, як керівнику випробувань, доведеться спочатку піти до вежі й шукати з'ясування того, що пішло не так». На його полегшення, вибух першої атомної бомби пройшов без такої драми, що він пізніше назвав «огидним і приголомшливим». Він звернувся до Оппенгеймера і сказав: «Тепер ми всі сучі сини».
Бейнбрідж відчув полегшення, що тест Трініті пройшов успішно, розповідаючи у статті «Бюлетеня атомних науковців» за 1975 рік: «Я відчув радість від того, що „гаджет“ спрацював належним чином, а потім глибоке полегшення. Бо мені не прийшлось йти до вежі, щоб побачити, що там сталось не так».
За свою роботу над Манхеттенським проектом Бейнбрідж отримав два похвальні листи від директора проєкту, генерал-майора Леслі Р. Гроувза-молодшого. Також отримав Президентську грамоту за роботу в Радіаційній лабораторії MIT.

## У масовій культурі
У фільмі Оппенгеймер 2023 року його зіграв Джош Пек.